# Thomas Kotschi
Thomas Kotschi (* 21. Januar 1940 in Düsseldorf; † 17. Juni 2018 in Berlin) war ein deutscher Romanist und Sprachwissenschaftler.

## Leben
Thomas Kotschi machte 1959 in Krefeld Abitur. Von 1959 bis 1967 studierte er Romanistik und Anglistik an den Universitäten Köln und FU Berlin. Dann verwaltete er eine Assistentenstelle an der Universität Mannheim und wurde dort 1972 von Rupprecht Rohr promoviert. Von 1972 bis 1976 war er Assistent in Mannheim. 1976 wurde er auf eine Professorenstelle der Freien Universität Berlin berufen und besetzte sie bis zur Emeritierung 2005.

## Veröffentlichungen (Auswahl)
- Probleme der Beschreibung lexikalischer Strukturen. Untersuchungen am Beispiel des französischen Verbs. Niemeyer, Tübingen 1974.
- (Hrsg.) Beiträge zur Linguistik des Französischen. Narr, Tübingen 1981.
- (Hrsg. mit Elisabeth Gülich) Grammatik, Konversation, Interaktion. Beiträge zum Romanistentag 1983. De Gruyter, Berlin 1985.
- (Hrsg. mit Christian Foltys) Berliner romanistische Studien. Für Horst Ochse. Sonderheft. Institut für Romanische Philologie, Berlin 1993.
- (Hrsg. mit Wulf Oesterreicher und Klaus Zimmermann) El español hablado y la cultura oral en España e Hispanoamérica. Vervuert, Frankfurt am Main 1996.
- (Hrsg. mit Ingo Kolboom und Edward Reichel) Handbuch Französisch. Sprache – Literatur – Kultur – Gesellschaft. Für Studium, Lehre, Praxis. Erich Schmidt, Berlin 2002, 2008.
- (mit Ulrich Detges und Colette Cortès) Wörterbuch französischer Nominalprädikate. Funktionsverbgefüge und feste Syntagmen der Form "être + Präposition + Nomen". Narr, Tübingen 2009.